# SaGa Frontier
SaGa Frontier är ett rollspel från 1997 utvecklat av Square till Playstation. Det är det sjunde spelet i SaGa-serien och det första att släppas på en Playstation-konsol. Det är också det första spelet i serien att släppas under namnet SaGa utanför Japan, då de tidigare spelen som släppts utomlands hade marknadsförts under Final Fantasy-serien med Final Fantasy Legend-trilogin till Game Boy. En remaster av spelet med en ny figur vid namn Fuse och annat innehåll som klippts bort från originalet gavs ut den 15 april 2021 till Android, iOS, Nintendo Switch, Playstation 4 och Windows.